# Cri Cri (serie televisiva)
Cri Cri è la terza serie televisiva italiana interpretata da Cristina D'Avena e Marco Bellavia, trasmessa su Italia 1 tra l'ottobre 1990 e il febbraio 1991.
Il telefilm era indirizzato a un pubblico di varie età. Tra gli attori c'erano anche i futuri giovani musicisti Massimo Varini, Eros Cristiani e Michele Monestiroli.
Sequel del telefilm Cristina che a sua volta era stato il sequel di Arriva Cristina, che dura il doppio, ovvero settantadue episodi. Cri Cri si divide infatti in due stagioni: nella prima, Cristina inizia, insieme a Steve, Michele e Andrea (che prenderà il posto di Marco) il tirocinio in ambulatorio, mentre la seconda stagione si svolgerà in ospedale con dei curiosi ma simpaticissimi personaggi e nel frattempo tutti gli amici cercano di fare quattrini, ma finiscono col rimetterci fino a quando nell'ultimo episodio si aggiusta tutto per tutti.
La serie è stata poi replicata su Canale 5 e Hiro.

## Sigla e colonna sonora
La sigla del telefilm s'intitola Cri Cri, scritta da Ninni Carucci e Alessandra Valeri Manera, ed è cantata dalla stessa Cristina D'Avena.
È incisa come traccia 3 nell'album Fivelandia 8. Anche in questo telefilm, come di consueto, nei cori ci sono I Piccoli Cantori di Milano.
All'interno della serie, prima della sigla finale erano presenti vari sketch e spot tra cui Le mille e una fiaba, English junior ed Esplorando il corpo umano....
È stato pubblicato il relativo album dal titolo Cri Cri, che conteneva tutte le canzoni interpretate nella serie. Nel dicembre del 2010 l'album è stato ristampato per la prima volta su CD all'interno del cofanetto Arriva Cristina Story, box da 4 dischi contenente le ristampe delle colonne sonore dei quattro telefilm di produzione italiana ispirati al personaggio di Cristina D'Avena.

## Episodi
| Stagione         | Episodi | Prima TV Italia |
| ---------------- | ------- | --------------- |
| Prima stagione   | 36      | 1990            |
| Seconda stagione | 36      | 1990-1991       |

## Curiosità
Alla serie hanno partecipato, come attori, alcuni doppiatori milanesi come Luigi Rosa, Claudio Moneta, Luca Bottale, Irene Scalzo, Simone D'Andrea, Giorgio Bonino e Marcello Cortese. In alcuni episodi hanno preso parte anche Mago Forest e Giorgio Ginex.
La canzone Buon Natale è stata usata anche su Canale 5 come sigla dell'omonima trasmissione andata in onda il 24 dicembre 1990 e condotta da Al Bano e Romina Power.